# Writing-On-Stone Provincial Park
Writing-On-Stone Provincial Park är en park i Kanada.   Den ligger i provinsen Alberta, i den södra delen av landet, 2 700 km väster om huvudstaden Ottawa. Writing-On-Stone Provincial Park ligger 941 meter över havet.
Terrängen runt Writing-On-Stone Provincial Park är huvudsakligen platt, men söderut är den kuperad. Trakten runt Writing-On-Stone Provincial Park är nära nog obefolkad, med mindre än två invånare per kvadratkilometer.. Det finns inga samhällen i närheten.
Trakten runt Writing-On-Stone Provincial Park består i huvudsak av gräsmarker.